# 蔡楓華
蔡楓華（英語：Kenneth Choi Fung Wah，1960年11月28日—），香港男歌手。因參加1979年的第三屆業餘歌唱大賽獲得冠軍，繼而簽約SONY香港新力唱片公司，成為香港的歌手，他又同時加入香港電台成為唱片騎師，也成了演員及節目主持人，是香港少見歌、影、視及播的四棲藝人。

## 背景

### 早年生活
蔡楓華早年居住在深水埗蘇屋邨楓林樓，與伍衛國為同座鄰居，自幼學習結他，畢業於劍蘭幼稚園（1967年）、蘇屋北官立小學。就讀長沙灣天主教英文中學（中一至中五）期間，蔡是學校中距離賽跑代表，出戰教區運動會，及後因參加學校合唱團而放棄賽跑，曾於中四至中五年級代表學校奪冠。從新法書院中六預科畢業後因成績不好而未能入讀香港中文大學，繼而到私立信義宗書院升學。當時他到工廠當暑期工，1979年參加過由無綫電視舉辦的「一九七九年業餘歌唱大賽」（同屆對手有麥潔文）。直至從收音機聽到香港電台舉辦1979年第三屆業餘歌唱大賽的廣播（與杜德偉及周華健為同屆參賽者），受獎金獎品吸引下，終報名參賽，並獲得冠軍。另外獲簽約成為新力唱片旗下歌手，1980年出道。同一時期他到香港電台任職唱片騎師，主持《香蕉船》。1981年被麗的電視物色相中參演電視劇集《青春三重奏》，主演男主角，並主唱其同名主題曲。

### 1981年至1984年：事業高峰期
1981年，蔡楓華在《青春三重奏》專輯推出自己本人創作的歌《倩影》。《倩影》是屬於蔡楓華初期的代表作品，成功打入了第4屆香港電台(RTHK)十大中文歌曲。1983年，他在第6屆十大中文金曲頒獎禮再一次成功獲獎。《何必曾相識》, 是香港1980年代著名作曲家周啟生的作品，收錄於蔡楓華《新曲+精選》大碟。
1984年, 蔡楓華推出新唱片《高溫境界》, 專輯當年大受歡迎，在《高溫境界》專輯裡，他開始由慢歌（中式小調）轉型快歌。這專輯的名曲包括：《高溫境界》及《月蝕》，兩首歌成功入選1984年無綫勁歌金曲第三季季選。同年，蔡楓華在大專會堂開了 7 場演唱會。

### 1985年至1989年：《勁歌金曲》風波及後續個人發展
1985年勁歌金曲第二季季選，蔡楓華在《勁歌金曲》節目中報導張國榮演唱會消息時，蔡楓華說了一句「一時嘅光輝未必係永恆」（在曼德拉效應底下，媒體寫作「一剎那的光輝並不代表永恆」），因為節目是現場直播，所以其拍檔主持盧敏儀未能及時阻止他的言論。隨後傳媒大肆報導蔡的言論是針對張國榮。《勁歌金曲》監製楊健恩表示：蔡楓華以一個主持人身份，是不應該在節目談及私人感受，所以暫定由盧敏儀接任「勁歌金曲」的主持工作。結果令他失去了《勁歌金曲》主持及金曲季選主持的席位。事後蔡楓華曾在電台節目中明確表明：「那句話，只是有感而發，對藝人生涯的感慨，並非針對任何人。」而當年其歌曲《愛不是遊戲》由於被高層以不合理理由（因蔡是勁歌主持身份）被抽起了，以致未能入選第二季金曲季選。本來《勁歌金曲》季選有一不明文規定：節目內的演唱歌曲必須是十首獲獎作品之一。在解決人事糾紛下，到了勁歌金曲第三季季選時，《愛不是遊戲》入選得獎。蔡楓華的說話原是對歌曲被抽起一事發表感受，但於記者會上無法如實對外公開事件真相細節，令外界以為他妒忌張國榮獲獎。
1985年蔡楓華離開《勁歌》主持位置之後，專心發展歌唱事業。陸續在專輯中發表多首膾炙人口的歌曲如：《絕對空虛》、《破碎》、《十年》、《叛逆》等歌曲，並在伊利沙伯體育館、高山劇場等舉辦多次演唱會。其中在現場演唱《絕對空虛》唱到「絕對空虛」時經常張開雙腿，然後左手持咪，右手作狀向地下揮拳兩下。該動作當時成為了蔡楓華的個人標誌。在1986年推出的《絕對空虛》專輯內，亦特別收錄一首《突爆的光芒》，歌詞內容圍繞「一剎那的光輝並不代表永恆」的主題。1987年至1989年，他發覺新力唱片的管理不善，推出《破碎》後有意跳槽至另一家唱片公司。其時他覺得不能夠當一輩子歌手，留意到張國榮有意從高處退下來，於是自己只當電視台主持，一度減產，更當過輔警，又轉到中國內地發展。

### 1990年代：事業下坡
1990年代之後，蔡楓華沒有推出了新唱片，除了一首單曲《一生一世愛著你》 (1992年)。蔡楓華自從1985年失去《勁歌金曲》主持位置後，仍不時擔任主持，所主持的節目包括1990年代初無綫電視深夜之懷舊音樂節目《逝影留聲》。在節目中介紹的歌手，大多是他在《勁歌金曲》節目中訪問過的；而主持節目時，他仍不時重複他的「名句」——「剎那嘅光輝未必係永恆」。1991年1月10日開始主持無綫深夜的「懷舊」音樂節目——《逝影流聲》。主持節目之中，因為播放三次自己主唱的歌被投訴，後離開主持崗位。及後，蔡楓華前往澳門東亞大學進修。後在中國大陸與韓國及日本等地發展。
蔡楓華再重操故業，成為香港電台深宵節目的唱片騎師。之後，《明報週刊》專訪報導，因為香港電台守則，不容許商業活動，例如身為主持人，重複播放自己主唱的歌，所以蔡楓華被迫永別了唱片騎師的事業，之後更加少有蔡楓華的「正面」消息了。
1990年代中期，蔡楓華事業開始走下坡，其出位言行亦被部分觀眾覺得反感。而坊間亦因為蔡楓華事業走下坡，再加上發生連串倒霉事件，而針對無綫電視化妝師將他面部塗上濃濃粉底的事件，封給他「蔡燶華」的綽號。其實「蔡燶華」這名字早於八十年代中，已被《歡樂今宵》的搞笑音樂頒獎禮的編導們設計出來了，搞笑歌曲「蝕到空虚」，亦為二次創作的經典金曲。
1999年，蔡楓華要求無綫電視給予他機會再戰樂壇。無綫電視亦接納蔡楓華的要求，安排他與張耀榮（一位負責策劃大型演唱會的娛樂公司老闆）見面，商量在紅磡香港體育館開演唱會的事宜，但由於蔡楓華多次遲到，而令張先生放棄為蔡楓華開演唱會。

### 2000年代：「事業轉折」
1999年，蔡楓華在多方條件的促成下，重返香港樂壇，並於2000年在伊利沙伯體育館舉辦「楓華再現演唱會」，在演唱會上蔡楓華表達了他熱愛歌唱、熱愛香港觀眾的心聲。無綫電視利用「新聞價值」，嘗試安排他和歌迷見面，蔡楓華亦參加多次香港電台及無綫電視的活動。
2001年3月，在香港體育館舉辦的「唱家班二十年一聚演唱會」，蔡楓華作為最後一名表演嘉賓壓軸演出，演唱了經典曲目《愛不是遊戲》、《倩影》、《絕對空虛》。負責大型演出活動的張耀榮先生亦計劃協助蔡楓華在香港體育館舉辦蔡楓華個人演唱會，但因多種原因最後未能實現。
2003年4月，蔡楓華從中國大陸返回香港參加張國榮葬禮，表示他與張國榮早年便相識，是朋友，並非敵人，對張國榮的去世感到很可惜，很難過。他多次強調當年所說的「剎那嘅光輝未必係永恒」並非想攻擊張國榮，強調自己被「冤枉」，實際上是「希望張國榮就永遠保有呢個永恒落去」，但隨即被拍擋盧敏儀「鬆踭」截停。
2007年，藝人林建明曾對媒體提及蔡楓華正在接受抑鬱症的治療，並呼籲大眾給予抑鬱症病人更多關愛與支持。

### 2010年至今：重返樂壇
2010年9月，無綫電視主動邀請蔡楓華參加《勁歌金曲30週年》節目，蔡楓華亦在夏妙然主持的《光輝歲月》節目中透露復出。
此後於2011年至2023年間，他每年都舉行個人或群體演唱會，包括「全心支持蔡楓華演唱會 All 4 Ken 2011」、「蔡楓華迷你演唱會及國際歌迷會聚會」、「蔡楓華迷你演唱會」、「蔡楓華情陷紅館演唱會2012」（在紅磡體育館舉行第一次演唱會）、「蔡楓華情與歌Encore演唱會」、「蔡楓華難忘您演唱會」、「蔡楓華情牽我心演唱會」、「情歌蜜語演唱會」、「情歌蜜語演唱會part 2」、「蔡楓華燃情心曲演唱會」、「蔡楓華情深寄語演唱會」、「真．經典電視主題曲演唱會」（群星）、「情深摯意」演唱會、「情深永記」演唱會、「情深永記」演唱會part 2及「永記情深」演唱會。

## 發行唱片及銷量
| 專輯 # | 專輯名稱                      | 發行日期       |
| ------ | ----------------------------- | -------------- |
| 1st    | 點樣講你知                    | 1980年         |
| 2nd    | 青春三重奏 (專輯)（白金唱片） | 1981年         |
| 3rd    | IQ成熟時（金唱片）            | 1981年         |
| 4th    | 人之初（金唱片）              | 1982年         |
| 5th    | 蔡楓華新曲精選（白金唱片）    | 1983年         |
| 6th    | 蔡楓華（金唱片）              | 1983年         |
| 7th    | 高溫境界（白金唱片）          | 1984年         |
| 8th    | 愛不是遊戲（金唱片）          | 1985年7月      |
| 9th    | 絕對空虛（白金唱片）          | 1986年1月      |
| 10th   | 破碎（金唱片）                | 1987年1月16日  |
| 11th   | 風中追風                      | 1987年10月23日 |
| 12th   | 叛逆+精選                     | 1988年9月30日  |
| 13th   | Kenneth Today                 | 1989年3月7日   |
| 14th   | 蔡楓華白金珍藏版              | 1990年         |
| 15th   | 風華再現                      | 2000年         |
| 16th   | 絕對蔡楓華                    | 2006年         |

## 自創曲目
蔡楓華除了歌唱外，還有作曲，以下是他自創自唱的曲目。
- 《倩影》
- 《如果》
- 《細雨下》
- 《四海一個家》
- 《誓言》
- 《娉婷》
- 《相愛亦相分》
- 《愛的結束》
- 《愛是何價》
- 《把妳留住》
- 《一代人》

## 派台歌曲成績
| 派台歌曲四台上榜最高位置 | 派台歌曲四台上榜最高位置 | 派台歌曲四台上榜最高位置 | 派台歌曲四台上榜最高位置 | 派台歌曲四台上榜最高位置 | 派台歌曲四台上榜最高位置 | 派台歌曲四台上榜最高位置                                      |
| ------------------------ | ------------------------ | ------------------------ | ------------------------ | ------------------------ | ------------------------ | ------------------------------------------------------------- |
| 唱片                     | 歌曲                     | 903                      | RTHK                     | 997                      | TVB                      | 備註                                                          |
| 1981年                   |                          |                          |                          |                          |                          |                                                               |
| 青春三重奏               | 倩影                     |                          | 1                        |                          |                          |                                                               |
| IQ成熟時                 | 煙外曉雲輕               |                          | 1                        |                          |                          |                                                               |
| 1982年                   |                          |                          |                          |                          |                          |                                                               |
| 人之初                   | 人之初                   |                          | 1                        |                          |                          |                                                               |
| 人之初                   | 早春二月                 |                          | 1                        |                          |                          |                                                               |
| 1983年                   |                          |                          |                          |                          |                          |                                                               |
| 蔡楓華新曲精選           | 何必曾相識               |                          | (1)                      |                          |                          |                                                               |
| 蔡楓華新曲精選           | 歡呼聲                   |                          | /                        |                          |                          | T.V.B.劇集《奔向太陽》主題曲                                  |
| 蔡楓華                   | 娉婷                     |                          | 1                        |                          |                          |                                                               |
| 蔡楓華                   | 莫聽我哭訴               |                          | 1                        |                          |                          |                                                               |
| 1984年                   |                          |                          |                          |                          |                          |                                                               |
| 高溫境界                 | 月蝕                     |                          | 1                        |                          |                          | OT：安全地带 ~ ワインレッドの心 同曲異詞：譚詠麟 ~ 酒紅色的心 |
| 高溫境界                 | 高溫境界                 |                          | /                        |                          |                          |                                                               |
| 1985年                   |                          |                          |                          |                          |                          |                                                               |
| 愛不是遊戲               | 愛不是遊戲               |                          | 1                        |                          |                          | OT：灰とダイヤモンド                                          |
| 1986年                   |                          |                          |                          |                          |                          |                                                               |
| 絕對空虛                 | 絕對空虛                 |                          | (1)                      |                          | /                        | OT：松村雄基 ~ Only You                                       |
| 絕對空虛                 | 突爆的光芒               |                          | /                        |                          | -                        |                                                               |
| 破碎                     | 心中化粧                 |                          | /                        |                          | -                        |                                                               |
| 破碎                     | 破碎                     |                          | 1                        |                          | 5                        |                                                               |
| 1987年                   |                          |                          |                          |                          |                          |                                                               |
| 風中追風                 | 風中追風                 |                          | 1                        |                          | 4                        |                                                               |
| 風中追風                 | 接受                     |                          | /                        |                          | -                        |                                                               |
| 風中追風                 | 妳在何方                 |                          | /                        |                          | 2                        | 原唱者為何家劲                                                |
| 1988年                   |                          |                          |                          |                          |                          |                                                               |
| 叛逆+精選                | 叛逆                     | 5                        | /                        |                          | 1                        | 原唱者為何家劲                                                |
| 1989年                   |                          |                          |                          |                          |                          |                                                               |
| Kenneth Today            | 誘惑                     | 12                       | 2                        |                          | 4                        |                                                               |
| Kenneth Today            | 一水隔天涯               | 13                       | /                        |                          | 4                        | 原唱者為韋秀嫻                                                |
| Kenneth Today            | 一代人                   | 23                       | /                        |                          | -                        |                                                               |

| 903 | RTHK | 997 | TVB | 備註              |
| 0   | 12   | 0   | 1   | 四台冠軍歌總數：7 |

- （*）上榜中
- （/）沒有相關資料
- （(1)）兩週冠軍

## 電影作品

### 電影
- 1982年：《小生有料》（與關之琳、鍾保羅聯合主演）
- 1982年：《拖手仔》（與翁靜晶聯合主演;與林志美合唱主題曲《愛的火花》、 蔡楓華自己主唱插曲《雨中之歌》）
- 1982年：《薄荷咖啡》（與鍾楚紅聯合主演）
- 1984年：《初哥》（與黃造時聯合主演）
- 1986年：《鬼馬朱唇》
- 1997年：《兩個只能活一個》

## 香港電台節目

### 香港電台第二台
- 《輕談淺唱不夜天》
- 《蔡楓華時間》
- 廣播劇《《悠然此心》、《風裡百合》》(1983)

### 獲獎
- 第四屆 (1981)十大中文金曲 《倩影》主唱、作曲
- 第六屆 (1983)十大中文金曲 《何必曾相識》主唱

Atv歲月如歌大賞（2015）至尊金曲獎：IQ成熟時

## 電視節目

### 香港電台電視部
- 兒童節目《香蕉船》（與唱片騎師鄧藹霖和車淑梅合作主持）
- 《那些年那些歌》(2015) （页面存档备份，存于）

### 麗的電視
- 電視劇《青春三重奏》 飾 阮文瀚（與鍾保羅、莊靜而等同時代的青春偶像聯合主演）
- 電視劇《IQ成熟時》 飾 彭濟財 (與鍾保羅、車保羅、鄧藹霖、莊靜而、鄧慧詩及莫少聰等同時代的青春偶像聯合主演;主題曲《IQ成熟時》為蔡楓華主唱)

### 無綫電視
- 音樂節目《勁歌金曲》第1代的節目主持人
- 電視劇《荊途》(1982)
- 電視劇《愛情安歌》（與區瑞強及黃造時等同時代的青春歌手聯合主演）
- 電視劇《種計》(1985)
- 音樂節目《流行經典50年》表演嘉賓（2017）
- 音樂節目《流行經典50年》表演嘉賓（2018）
- 音樂特備節目《勁歌43年情．讓音樂高飛》嘉賓（2023）

## 廣告片
- 1980年 Garden嘉頓時時食夾心餅 （页面存档备份，存于） (與關之琳，關禮傑)
- 維他奶 （页面存档备份，存于） (與黃造時)

## 外部連結
- 香港電台守下留情蔡楓華訪問，2014年10月20日 （页面存档备份，存于）